# فهد العلي
فهد العلي، لاعب كرة قدم سعودي.

## مسيرة اللاعب
لعب سابقاً في الفئات السنية في نادي الهلال و لعب بعدها مع نادي المزاحمية ونادي الفرع.